# Janina Baechle
Janina Baechle est une mezzo-soprano allemande. Elle a notamment été membre de l'ensemble de l'Wiener Staatsoper Opéra de Vienne (Wiener Staatsoper) de 2004 à 2010.

## Biographie
Janina Baechle poursuit des études de musicologie et d’histoire à l’université de Hambourg et de chant auprès de Gisela Litz. Elle travaille régulièrement avec Brigitte Fassbaender. Elle devient membre du théâtre de Brunswick (Basse-Saxe) en 1998, où elle se produit jusqu’en 2001 dans les rôles de Auntie (Peter Grimes), Frau Reich (Les Joyeuses Commères de Windsor), Erda et Fricka (L’Or du Rhin), le prince Orlofsky et Leokadja Begbick (Aufstieg und Fall der Stadt Mahagonny). Elle est invitée à Francfort, Baden-Baden, Dresde, Wurtzbourg, Mannheim, Sarrebruck, Kiel, Bâle et Barcelone.
De 2001 à 2004, elle est membre de l’Opéra de Hanovre où elle interprète Amneris (Aïda), la Comtesse Geschwitz (Lulu), Fenena (Nabucco), Cornelia (Giulio Cesare) et Octavian (Le Chevalier à la rose). Elle chante dans Al gran sole carico d'amore (Luigi Nono) au Festival d’Edimbourg en 2004. Elle est invitée par Brigitte Fassbaender pour se produire dans les rôles de Czipra (Der Zigeunerbaron), Azucena (Le Trouvère) et la Nourrice (La Femme sans ombre) à Innsbruck.
Durant la saison 2004-2005, Janina Baechle est membre de l’Opéra de Vienne où elle interprète Hedwige (Guillaume Tell), Brigitta (La Ville morte de Korngold), Grand-Mère Buryjovska (Jenufa), Mrs. Sedley (Peter Grimes), Madelon (Andrea Chénier), Erda, Waltraute et Fricka (Le Ring) ainsi qu'Ortrud dans Lohengrin. Elle interprète également la Mère de Mila (Osud de Janacek en 2006) et Brangäne (Tristan et Isolde en janvier 2007) à l’Opéra de Vienne. Elle a chanté sous la direction de Seiji Ozawa, Semyon Bychkov, Peter Schneider, Christian Thielemann, Bertrand de Billy, Donald Runnicles et Simone Young.
Elle a fait ses débuts en France au théâtre du Capitole de Toulouse en 2007 dans le rôle de Brangäne.
Elle se produit également en concert : Deuxième symphonie de Mahler avec Ozawa et le Philharmonique de Vienne ainsi qu'avec Gilbert Kaplan et le New York Philharmonic, Miroir de Jésus de Caplet au Capitole, Elias de Mendelssohn au Festival du Schleswig-Holstein... Elle donne des récitals de Lieder à Vienne, Graz, Brême, etc.
Au cours de la saison 2009-2010, elle participe à plusieurs projets : Fricka à Vienne, Tristan et Isolde au Grand théâtre du Liceu de Barcelone et Le Ring à San Francisco.
Elle a fait paraître en CD un premier récital Chansons grises (Marsyas) avec des mélodies et des Lieder de Reynaldo Hahn, Lili Boulanger, Alexander Zemlinsky, Alma Mahler...
Janina Baechle crée le rôle d'Anna Akhmatova dans Akhmatova, opéra de Bruno Mantovani sur un livret de Christophe Ghristi à l'Opéra Bastille, le 28 mars 2011.